# Margaret Pender
Margaret Pender, née en 1848 et morte le 17 mars 1920) est une écrivaine irlandaise,,.

## Biographie
Margaret Pender est née Margaret Teresa Doherty en 1848 ou 1850 à Ballytweedy, dans le comté d'Antrim. Ses parents étaient agriculteur, Daniel et Margaret Doherty (née White). Son père était originaire d'un milieu catholique pauvre et sa mère d'un milieu presbytérien plus riche qui l'a reniée après son mariage. Elle est la plus jeune fille des sept enfants du couple. Sa famille avait une tradition littéraire et nationaliste, son grand-père maternel, William White et sa mère étaient poètes. Margaret commence à écrire des vers dès son plus jeune âge. Elle a été éduquée à la maison, ainsi qu'à la Ballyrobin national school et au Convent of Mercy à Belfast. Elle a été formée pour devenir enseignante et a enseigné pendant un bref moment à Aghagallon.
En 1869, elle épouse Hugh Owen Pender, un imprimeur, et déménage à Belfast.
Elle a été publiée dans le Shamrock, le Belfast Morning News, The Nation et United Ireland, et a gagné un certain nombre de concours de poésie. Elle utilise les pseudonymes de « Marguerite », « Colleen », et « M. T. P. ». Elle écrit également des romans et des histoires courtes, qui ont souvent une tonalité nationaliste irlandais, qui ont été publiées en Irlande, aux États-Unis et en Australie. Elle soutient le nationalisme politique par son écriture, mais aussi par son activisme. Elle est un important soutien de Joseph Devlin, et a été élu président de la Nationalist Association of Irishwomen, succédant à Alice Milligan. Elle a donné des conférences à Jeune Irlande et à l'Irish Women's Association, où son nom seul était « suffisant pour amener un large public. »
En 1916, son roman O'Neill of the Glen a été la source pour la premier film irlandais, O'Neil of the Glen (1916). Le film a été le premier travail de la Film Company of Ireland et a été adapté pour l'écran par W. T. Lysaght. Le film a disparu mais les critiques de l'époque notent que l'adaptation cinématographique est restée très proche du roman de Pender.
Pender est morte chez elle, au 7 Newington Street, à Belfast, le 17 mars 1920. Elle a eu trois filles et deux fils. Son fils Justin (1870-1906) est également poète.
Une partie de ses lettres est conservée à la British Library. Raidió Teilifís Éireann a diffusé une adaptation radiophonique de sa Green Cockade en irlandais sous le nom An Cnota Glas,.

## Œuvres
- O’Neill of the Glen (1891)
- Some Men and Episodes of ’98 (1897)
- Green Cockade: A Tale of Ulster in Ninety Eight (1898)